# Kant-Gymnasium Weil am Rhein
Das Kant-Gymnasium Weil am Rhein ist ein allgemeinbildendes Gymnasium in der Stadt Weil am Rhein. Es wird von ca. 840 Schülern aus Weil am Rhein und insbesondere den umliegenden Gemeinden besucht.

## Charakteristika
Das Kant-Gymnasium ist naturwissenschaftlich ausgerichtet; es besitzt unter anderem eine große Literatursammlung zur Astronomie. Jedoch gibt es auch in Sachen Sprachen und Kunst besondere Lernangebote. So wird das Lernfach Spanisch in einem separaten sprachlichen Kurs ab der 8. Klasse angeboten und kann später auch als 4-stündiges Profilfach in der Oberstufe gewählt werden. Für das gesamte Dreiländereck ebenfalls einmalig ist das Kunst-Profil, welches ab der 5. Klasse gewählt werden kann und den Schwerpunkt auf die Fächer Bildende Kunst und Musik legt. Zum Ende des Schuljahres finden Projekttage mit einem großen Fest statt. Die Schulzeitung ProKant kommt jedes Schuljahr heraus, die Schülerzeitung Provokant drei Mal pro Schuljahr, deren Online-Auftritt wurde 2008 vom Spiegel-Magazin mit dem ersten Preis ausgezeichnet.

## Kollegium
Das Kollegium unter dem Schulleiter Stefan Wiedenbauer und seinem Stellvertreter Dieter Mayer umfasst etwa 80 Lehrer, darunter auch Referendare. Da es aktuell vor allem in den Fächern Mathematik und Physik einen Mangel an Fachkräften gibt, unterrichten auch bereits pensionierte Lehrkräfte in diesen Bereichen eine kleinere Anzahl an Schülern. Das Lehrer-Kollegium ist im ersten Stock des Neubaus angesiedelt, hier befinden sich sowohl Lehrerzimmer, als auch Sekretariat und Rektorat.

## Partnerschulen
Das Kant-Gymnasium betreibt feste Schul-Austausch-Programme mit einer privaten weiterführenden Schule in Romsey in der Nähe von Southampton, dem deutsch-französischen Gymnasium in Buc in der Nähe von Paris und der deutschen Schule in Bilbao. Des Weiteren wurde im Schuljahr 2004/2005 und 2008 ein Austausch mit einer Musikschule in Ungarn durchgeführt.

## Zusätzliche Angebote
Das Kant-Gymnasium enthält auch durch G8 immer mehr den Charakter einer Ganztagsschule, weshalb im Humboldt-Bau eine Kantine untergebracht ist, die von etwa 120 Schülern am Tag besucht wird und von einer Arbeitsgemeinschaft sowie zwei betreuenden Lehrerinnen geleitet wird. Außerdem wird ein breites Angebot an weiteren Arbeitsgemeinschaften, darunter die Unterstützung bei physikalischen Forschungsprojekten, mehrere Chöre oder die Chinesisch AG zur Verfügung gestellt. Die Bibliothek des Kant-Gymnasiums bietet ein breites Angebot an Lernmaterialien, besonders im Fachbereich Astronomie.

## Bekannte Schülerinnen und Schüler
- Rainer Stickelberger (* 1951), Justizminister im Kabinett Kretschmann I[4]
- Samuel Koch (* 1987), deutscher Schauspieler